# Andreas Weigel (Literaturwissenschaftler)

Andreas Weigel in Triest (2025)

Andreas Weigel (* 3. Oktober 1961 in Bludenz, Vorarlberg) ist ein in Wien lebender deutsch-österreichischer Kulturwissenschaftler. Er ist Autor einer zweibändigen Monografie über Hans Wollschlägers experimentellen Roman „Herzgewächse oder Der Fall Adams“, einer Tourismusgeschichte der Kamptal-Sommerfrische Gars-Thunau und einer Franz-von-Suppè-Monografie, die zur grundlegenden Korrektur von Suppès weitgehend frei erfundenen Biografie geführt hat. Weiters hat Weigel Karl Kraus’ ambivalentes Verhältnis zu Sigmund Freuds Psychoanalyse, den 1928 erfolgten Kindesmissbrauch-Prozess gegen Adolf Loos, die vielfältigen Österreich-Beziehungen von James Joyce sowie Hans Wollschlägers Briefwechsel mit Alice Schmidt erforscht und dokumentiert. Weigels aktueller Forschungsschwerpunkt ist die frühe Biografie des Filmregisseurs Fritz Lang und die verborgen gebliebene Lebensgeschichte seiner nächsten Verwandten.

## Leben und Werk

Hans Wollschlägers Widmung für den „Herzgewächse“-Monographen

Nach der Matura an der „Höheren Bundeslehr- und Versuchsanstalt für chemische Industrie“ („Höhere Abteilung für technische Chemie“) begann Weigel 1982 an der „Universität Wien“ ein Diplomstudium (Germanistik und Theaterwissenschaft), das er Anfang 1988 mit einer Arbeit über das Erste Buch von Hans Wollschlägers Roman „Herzgewächse oder Der Fall Adams“ abschloss. Anfang 1990 beendete Weigel das anschließende Doktoratsstudium mit einer Dissertation, die die Fortsetzung seiner Diplomarbeit war und ursprünglich das Zweite Buch der Herzgewächse berücksichtigen sollte. Nachdem aber Wollschläger das Erscheinen des abschließenden Zweiten Buches der Herzgewächse, das er für 1984 angekündigt hatte, von Jahr zu Jahr verschob, veröffentlichte Weigel seine Herzgewächse-Studien 1992 und 1994 als Monografie. Beide Bände wurden im Januar 1994 von Wendelin Schmidt-Dengler, Hans Wollschläger und Weigel im Wiener Internationalen Forschungszentrum Kulturwissenschaften präsentiert.
Im Anschluss an das Studium arbeitete Weigel als Germanist („Österreichische Akademie der Wissenschaften“) sowie als Kultur-, Medien- und Pressereferent („Grüner Klub im Parlament“, Franz Moraks „kulturmaschine“, „Verband der Diplomierten ErgotherapeutInnen“, „Dachverband der gehobenen medizinisch-technischen Dienste“, „ÖBB – Rail Cargo Austria“, „Wirtschaftsuniversität Wien“, „Österreichische Tierärztekammer“).
Als Kulturreferent des „Grünen Klubs im Parlament“ hat sich Weigel ab Oktober 1991 gemeinsam mit dem Kunsthistoriker Walter Koschatzky (Obmann der Bürgerinitiative „Gesellschaft der Freunde von Schloss Schönbrunn“) erfolgreich gegen die vom damaligen Wirtschaftsminister Wolfgang Schüssel ursprünglich geplante Privatisierungsvariante von Schloss Schönbrunn engagiert, von der vor allem eine private Betreibergesellschaft (bestehend aus Do&Co, Erste Österreichische Sparkasse, Kongresszentrum, Mazur, Österreichisches Verkehrsbüro, Wiener Messe, Zentralsparkasse) profitiert hätte, mit der seit Frühjahr 1990 konkrete Vertragsverhandlungen liefen. Dagegen war das „grüne“ Ziel von Anfang an, Schloss Schönbrunn einer der Republik gehörenden Betriebsgesellschaft anzuvertrauen, für die man wirtschaftlich und kulturell geeignete Persönlichkeiten engagiert, die das Schloss unter Berücksichtigung der Denkmalschutzvorgaben nach modernen betriebswirtschaftlichen Grundsätzen führen, wie dies schließlich 1992 gesetzlich beschlossen und mit der „Schloss Schönbrunn Kultur- und Betriebsges.m.b.H.“ umgesetzt wurde.
Als Projektleiter des „Dachverbandes der gehobenen medizinisch-technischen Dienste“ hat Weigel zwischen 1998 und 2000 eine bundesweite Politik- und Medienkampagne gegen die umstrittenen Ausbildungsdarlehen im Bereich der medizinisch-technischen Dienste geplant und umgesetzt und ergänzend zur Medienarbeit auch eine umfassende schriftliche parlamentarische Anfrage formuliert, die ohne jede Änderung von den Gesundheitssprechern der damals im Nationalrat vertretenen fünf Fraktionen (d. h. von den Oppositions- und Regierungsparteien) gemeinsam eingebracht wurde und als erste Fünf-Parteien-Anfrage der II. Republik eine Geschäftsordnungspremiere war, der unter anderem eine gemeinsame Podiumsdiskussion der Gesundheitssprecherinnen und Gesundheitssprecher sowie die Einladung des MTD-Dachverbandes zu einem Hearing in den Gesundheitsausschuss des Nationalrates folgte. Aufgrund der massiven medialen Berichterstattung sowie der parlamentarischen Anfragen und Initiativen auf Bundes- und Landesebene lenkte der verantwortliche Vorarlberger Landesstatthalter Hans-Peter Bischof in der ORF-Fernsehsendung „Konflikte“ ein, indem er die verbindliche Lösung des Problems wunschgemäß an den Vorarlberger Landesvolksanwalt Felix Dünser delegiert hat.
Weigel, der bereits seit 1982 gelegentlich bei der Ö3-Musicbox und neben seinem Studium in den Kulturredaktionen von Ö1 und „Standard“ mitgearbeitet hat, hat ab Mitte der 1990er-Jahre für „Presse“, „Falter“ und „Standard“ ausgewählte CD-ROM-Editionen von literarhistorischen Nachschlagewerken, Fachlexika, Werk-Editionen sowie CD-ROM-Monografien rezensiert. Zu diesem Neue-Medien-Schwerpunkt gehört auch die Besprechung der 2002 von Friedrich Pfäfflin im K. G. Saur Verlag veröffentlichten „mustergültig misslungenen CD-ROM-Edition von Karl Kraus’ Zeitschrift „Die Fackel““.
Als freier Literaturwissenschaftler hat Weigel unter dem Arbeitstitel „James Joyce: Austria(n) matters in his life, letters and works“ vernachlässigte „rot-weiß-rote Flecken in Joyce’ Leben und Werk“ recherchiert und dokumentiert, um Joyce’ vielfältige Verbindungen mit Österreich, darunter seine mehrwöchigen Aufenthalte in Innsbruck und Salzburg (1928) sowie Feldkirch (1932), teils bekannt, teils bekannter zu machen. Die Aufarbeitung von Joyce’ vor allem in Zürich und Paris erfolgten zahlreichen Bekanntschaften und Freundschaften mit Altösterreichern führte 2007/08 über die Entstehungsgeschichte des gemeinsamen „Aufrufes von James Joyce, Karl Kraus, Valéry Larbaud, Heinrich Mann und Arnold Schönberg zur Gründung einer ‚Adolf Loos Schule‘“ zur wissenschaftlichen Aufarbeitung des 1928 erfolgten Kindesmissbrauch-Prozesses gegen Adolf Loos. Der auf knapp hundert zeitgenössischen Zeitungs- und Zeitschriftenberichten sowie der im Karl-Kraus-Nachlass der WienBibliothek befindlichen Abschrift des Gerichtsurteils fußende Beitrag wurde 2008 in der Ö1-Radiosendung „Diagonal – Radio für Zeitgenossen“ ausgestrahlt und im „Spectrum“ der „Presse“ veröffentlicht. Weigels Beitrag gab erstmals umfassend Auskunft über den „Fall Loos“ und seine schöngefärbte Rezeption und bildete 2012 die Grundlage für den Loos-Teil des amtlichen „Kommissionsberichtes an den Amtsführenden Stadtrat für Kultur und Wissenschaft“ über die „Grabwidmungen der Wiener Stadtverwaltung 1934–1938.“ Als 2014 bei einer Wohnungsräumung der vollständige, dreihundert Seiten starke, Jahrzehnte verschollene Gerichtsakt des „Strafverfahrens gegen Adolf Loos wegen Schändung sowie Verführung zur Unzucht“ aufgetaucht ist, hat Weigel diesen analysiert und kommentiert sowie das Ergebnis in eigenen Zeitungs- und Zeitschriftenbeiträgen, Fernseh- und Zeitungsinterviews sowie auf seiner Website „Zur Person Adolf Loos“ vorgestellt.
Daneben hat Weigel zwischen 2006 und 2013 für den öffentlich-rechtlichen Radiosender Ö1 elf Spielräume- bzw. Spielräume-spezial-Sendungen gestaltet, bei denen zu Unrecht vergessene Musiker, wie Shel Silverstein, Billy Lee Riley, Bob Gibson, Peter Green, John Prine, Lonnie Johnson, Jon Mark & Johnny Almond, aber auch ausgewählte kulturhistorische Aspekte der Popmusik im Sendungsmittelpunkt standen: Beispielsweise James Joyce’ Spuren in der Folk-, Pop- und Rock-Musik oder (angeregt durch die Beschäftigung mit Adolf Loos) „Vertonte Tätowierungen“ (Lieder über Tattoos).
Mitte der 1970er-Jahre hat Weigel in Gars am Kamp gelebt, was Jahrzehnte später sein kulturwissenschaftliches Interesse an den unerforscht gebliebenen Gars-Aufenthalten von Heimito von Doderer, Hanns Eisler, André Heller, Karl Kraus, Fritz Lang, Andreas Okopenko und Friderike Winternitz begründet hat. Seine dabei gewonnenen Forschungsergebnisse haben ihn motiviert, weitere verborgen gebliebene Gars-Aufenthalte bzw. Verbindungen namhafter Künstlergäste sowie die Unternehmensgeschichten der maßgeblichen Garser Tourismusbetriebe systematisch aufzuarbeiten. Nach der umfassenden Dokumentation der vernachlässigten Tourismusgeschichte der Kamptal-Sommerfrische Gars-Thunau hat Weigel anlässlich Franz von Suppès 200. Geburtstag das Leben dieses Garser Zweitwohnsitzers erforscht sowie durch eine Ausstellung und eine Monografie dokumentiert, die zur grundlegenden Korrektur von Suppès über weite Strecken völlig frei erfundenen Biografie geführt hat.
Als Nebenaspekte der Garser Tourismusgeschichte erforscht und dokumentiert Weigel sukzessive die Unternehmensgeschichte der 1892 gegründeten jüdischen „Theatergesellschaft Löwinger“, deren Nachkommen um 1925 die „Löwinger-Bühne“ gegründet und eine frei erfundene Familiengeschichte samt falschem Gründungsjahr lanciert haben, wie die Aufarbeitung ihrer Garser Sommertheater-Engagements ans Licht gebracht hat. Weitere Garsiana sind die Biografien der Lehrer-, Maler- und Juristen-Familie Hausleithner, die zu den ersten Garser Sommerfrische-Stammgästen zählt und wegen des Malers Rudolf Hausleithner (1840–1918) sowie des Juristen, Organisten und Musikpädagogen Karl Hausleithner (1843–1905) kunst- und kulturgeschichtlich interessant ist, die Geschichte und jüdische Vorgeschichte der von Isidor und Gisela Wozniczak übernommenen „Waldpension Gars“ sowie Fritz Langs vernachlässigte frühe Biografie samt der Geschichte seiner Vorfahren und engsten Verwandten.

## Familiäres
Andreas Weigel ist ein Ur-Ur-Ur-Enkel des Wiener Hofopernsängers Josef Staudigl (1807–1861). Weigels Ur-Großvater, der Chemiker Ernst Murmann (1864–1945), war mit Maria Murmann (geb. Haschek, 1877–1953) einer Schwester der Physiker Anton Haschek (1867–1892) und Eduard Haschek (1875–1947) verheiratet. Die Kinderbuch-Illustratorin Susi Weigel (1914–1990) war Weigels Taufpatin. Sie und Weigels Großvater Robert Weigel (1910–1941) hatten gemeinsame Ur-Großeltern, waren Cousins zweiten Grades. Als Susi Weigel nach ihrem Tod in Vergessenheit geriet, obwohl die von ihr gestalteten Kinderbücher weiter weltweit verlegt wurden, begann Andreas Weigel anlässlich ihres 15. Todestages auf ihr von der Forschung vernachlässigtes Leben und Werk hinzuweisen und sich in Bludenz, Vorarlberg und Wien für Ausstellungen und Straßenbenennungen einzusetzen. Als Kulturwissenschaftler hat Weigel bei seinen Recherchen zu Susi Weigels Biografie die Lebensgeschichten einiger ihrer teils zeit-, teils kulturgeschichtlich interessanten Familienmitglieder aufgearbeitet und durch Lexika- und Blog-Beiträge dokumentiert, da Susi Weigels Verwandtschaft mit dem Architekten Karl Caufal, dem Luftschiff-Pionier Hans Hauswirth, der Cembalistin Julia Menz, den Tänzerinnen Meta Menz und Vera Zahradnik, der Burgschauspielerin Johanna „Hanna“ Borak (1919–2004) sowie dem Reichsratsabgeordneten Alois Vrtal (1849–1916) in den bisherigen Susi-Weigel-Ausstellungen und -Publikationen aus Unkenntnis ignoriert wurde.

## Publikationen

### Buchveröffentlichungen
- Franz von Suppè (1819–1895). Mensch. Mythos. Musiker. Ehrenbürger von Gars. Begleitpublikation zur Jubiläums-Ausstellung des Zeitbrücke-Museums Gars. Mit Beiträgen von Andreas Weigel, Anton Ehrenberger, Ingrid Scherney und Christine Steininger. 424 Seiten mit ca. 200 Abbildungen.(Gars am Kamp) 2019. ISBN 978-3-9504427-4-8.
- Stars in Gars. Schaffen und Genießen. Reich bebilderte Geschichte der Sommerfrische Gars-Thunau von ihren Anfängen bis zur Gegenwart. In: Stars in Gars. Schaffen und Genießen. Künstler in der Sommerfrische. Herausgegeben vom Museumsverein Gars, Zeitbrücke-Museum Gars (Gars 2017) S. 9–174. ISBN 978-3-9504427-0-0.
- „ruckworts gegen den Strom der Zeilen“. Lese-Notizen (II) zu Hans Wollschlägers „Herzgewächse oder Der Fall Adams“. Frankfurt am Main/Wiesenbach: Bangert & Metzler 1994. ISBN 3-924147-18-3.
- „ruckworts gegen den Strom der Zeilen“. Lese-Notizen (I) zu Hans Wollschlägers „Herzgewächse oder Der Fall Adams“. Frankfurt am Main: Bangert & Metzler 1992. ISBN 3-924147-11-6.

### Hochschularbeiten
- sofern sich’s lesen lässt, ohne Gedächtnis an Gegenwart – las ich noch nie so lange Zeit aus so gekürzten Zeilen: Stunden aus noch Sekunden. Lese-Notizen (II) zu Hans Wollschlaegers Herzgewächse oder Der Fall Adams. Erstes Buch. Wien 1990 (Dissertation).
- ruckworts gegen den Strom der Zeilen. Lesenotizen (I) zu Hans Wollschlägers „Herzgewächse oder Der Fall Adams. Erstes Buch“; Wien 1988 (Magisterarbeit).

### Ausgewählte Buchbeiträge
- Die „Fluviana“ aus dem „Salzach-Museum“. James Joyce’ Salzburger Begegnung mit dem Maler und Schriftsteller Adolph Johannes Fischer. In: Werner Schmidt (Hrsg.): „James Joyce und Die Farben des Ulysses“, 293–300. Dr. Cantz’sche Verlagsgesellschaft, (Berlin) 2025. ISBN 978-3-96912-242-6.
- Gars abseits von Franz von Suppé und Falco. Was weltberühmte Filmregisseure, Komponisten, Literaten und bildende Künstler mit der Kamptal-Sommerfrische verbindet. In: praesent. Das österreichische Literaturjahrbuch 2016. Wien: praesens 2016. S. 44–64. ISBN 978-3-7069-2016-2.
- Die Sommerfrische Gars am Kamp im Wandel der Zeiten. In: Bettina Marchart und Markus Holzweber (Hrsg.): „Garser Geschichten“. Gars am Kamp. Tausende Jahre Kulturlandschaft (2014). S. 521–588. ISBN 978-3-9503541-3-3.
- Arnold Schönberg und James Joyce. Biographische Zeugnisse einer Nicht-Bekanntschaft. in: Michael Ritter (Hrsg.): praesent 2014. Das österreichische Literaturjahrbuch. Das literarische Geschehen in Österreich von Juli 2012 bis Juni 2013. Wien, präsens 2014, S. 50–61. ISBN 978-3-7069-2014-8.
- Max Riccabonas James-Joyce-Münchhausiaden. Berichtigung seiner zweifelhaften Zeitzeugenschaft In: Rheticus. Schriftenreihe der Rheticus-Gesellschaft. Nr. 55, 2012, ISBN 978-3-902601-31-5, S. 92–107.
- Bruchstückhafte Biografien. Spurensuche und -sicherung: Adolph Johannes Fischer und Fritz Willy Fischer-Güllern. in: Michael Ritter (Hrsg.): praesent 2011. Das österreichische Literaturjahrbuch. Das literarische Geschehen in Österreich von Juli 2009 bis Juni 2010. Wien, präsens 2010, S. 21–36. ISBN 978-3-7069-2010-0.
- Das Ende einer langlebigen Legende. Fakten zur Bekanntschaft zwischen James Joyce und Stefan Zweig. in: Michael Ritter (Hrsg.): praesent 2010. Das österreichische Literaturjahrbuch. Das literarische Geschehen in Österreich von Juli 2008 bis Juni 2009. Wien, präsens 2009, S. 43–55. ISBN 978-3-7069-2010-0.
- Verlorener Aufwand. Der gemeinsame Aufruf von Karl Kraus, Arnold Schönberg, Heinrich Mann, Valéry Larbaud und James Joyce zur Gründung einer „Adolf Loos Schule“. in: Michael Ritter (Hrsg.): praesent 2009. Das österreichische Literaturjahrbuch. Das literarische Geschehen in Österreich von Juli 2007 bis Juni 2008. Wien, präsens 2008, S. 37–54. ISBN 978-3-7069-2009-4.
- „Brille ohne Gläser“. Mustergültig misslungene CD-ROM-Edition von Karl Kraus’ Zeitschrift „Die Fackel“. in: Michael Ritter (Hrsg.): praesent 2007. Das österreichische Literaturjahrbuch. Das literarische Geschehen in Österreich von Juli 2005 bis Juni 2006. Wien 2006, S. 37–59. ISBN 978-3-7069-2007-0.
- James Joyces Aufenthalte in Österreich. Innsbruck (1928), Salzburg (1928) und Feldkirch (1915, 1932). in: Michael Ritter (Hrsg.): praesent 2006. Das österreichische Literaturjahrbuch. Das literarische Geschehen in Österreich von Juli 2004 bis Juni 2005. Wien, präsens 2005, S. 93–105. ISBN 978-3-7069-2006-3.
- Es war einmal vor langer Zeit in Vorarlberg. James Joyce und Feldkirch. in: Marieke Krajenbrink und Joachim Lerchenmueller (Hrsg.): Yearbook of the Centre for Irish-German Studies 2000/01 Trier, Wissenschaftlicher Verlag 2001, S. 159–177. ISBN 3-88476-465-9.

### Ausgewählte Radiosendungen
- Vertonte Tätowierungen. „Spielräume“, ORF, Ö1, 22. November 2009, 17:30–17:55, abgerufen am 21. April 2019.
- I Hear America Singing. Der Folk-Musiker Bob Gibson. „Spielräume spezial“, ORF, Ö1, 3. Dezember 2006, 17:10–17:56., abgerufen am 4. Februar 2015.
- Lebensmotto „Trouble Bound“. Der Rockabilly-, Blues- und Country-Musiker Billy Lee Riley. „Spielräume spezial“, ORF, Ö1, 5. November 2006, 17:10–17:56., abgerufen am 4. Februar 2015.
- Die überdrehte Welt des Shel Silverstein. „Spielräume spezial“, ORF, Ö1, 28. Mai 2006, 17:10–17:56, abgerufen am 4. Februar 2015.

### Ausgewählte Zeitschriftenbeiträge
- Biographisch-genealogische Spurensuche zur kunst- und kulturgeschichtlich interessanten Familie Hausleithner. In: Verein für Geschichte der Stadt Wien (Hg.), Wiener Geschichtsblätter, 77. Jahrgang. Heft 3/2022. (Wien) 2022, 191–227.[46]
- „Porträt des Künstlers als Österreich-Tourist. James Joyces Sommer-Aufenthalte in Österreich (1928 und 1932) und weitere rot-weiß-rote Flecken in Joyces Leben und Werk.“ In: „Moderne Sprachen. Zeitschrift des Verbandes der Österreichischen Neuphilologen.“ Herausgegeben von Wolfgang Görtschacher, Wolfgang Pöckl und Bernhard Pöll. Nr. 62, 2. (Wien) 2020. S. 133–158. ISSN 0026-8666.
- Seinem Schüler abhandengekommen. Hans Wollschlägers Erkundungen zu Arno Schmidts wortloser Zurückweisung. Zum Briefwechsel zwischen Alice Schmidt und Hans Wollschläger (Januar 1975 – Juli 1983). In: »Bargfelder Bote«, Lfg. 401–403, August 2016. S. 3–35.
- Wechselhafte Ab-und-Zu-Wendungen. Arno Schmidts Goethepreisrede in Hans Wollschlägers Briefwechsel mit Alice Schmidt. In: »Bargfelder Bote«, Lfg. 400, Mai 2016. S. 32–35. ISBN 978-3-921402-50-4.
- Vergebliche Mühe. Wie sich Adolf Loos einmal kein Geburtstagsgeschenk machen konnte. In: gehö1t. Das Österreich 1 Magazin. Februar 2008. Nr. 146. S. 8–9.
- A Portrait of the Artist as an Adolf Loos Campaigner. In: James Joyce Quarterly. Vol. 42/43. Nos. 1–4 (2007). p. 315–319 (gemeinsam mit Friedhelm Rathjen).

### Ausgewählte Rezensionen
- Meteorit trifft Zweig. Über James Joyce und Stefan Zweig und Salzburg noch dazu. In: „Die Presse“, „Spectrum“, 13. Juni 2009. S.IV.
- Pyjama und Verbrechen. Wien 1928: Warum Adolf Loos wegen Kindesmissbrauch angeklagt wurde und mit einer bedingten Haftstrafe davonkam. In: „Die Presse“, „Spectrum“. 16. August 2008. S.IV. Erstausstrahlung des Beitrages in: ORF. Ö1. Diagonal – Radio für Zeitgenossen. Zur Person Adolf Loos. 16. Februar 2008. Wiederholung des Beitrages in: ORF. Ö1. Diagonal – Radio für Zeitgenossen. Zur Person Adolf Loos. 23. August 2008.
- Die Hürden der PC-Recherche. Killy, Kindler, KLG, Wilpert und Zmegac: wichtige deutschsprachige Nachschlagewerke zur Literatur sind nun auch digital aufbereitet erhältlich. Ein Vergleich. In: „Die Presse“, „Spectrum“. 20. November 1999. S.X.
- Wenn das im Internet steht! Was tun sie eigentlich, die Damen und Herren Abgeordneten? Die Parlament-Homepage gibt Auskunft: Biographien, Photos, Überblicke über die Tätigkeiten der heimischen Parlamentarier und noch mehr. In: „Die Presse“, „Spectrum“. 22. August 1998. S.VIII.
- Zitate – en gros und en détail. Arno Schmidt, total digital: Die „Bargfelder Ausgabe“ der Werke des deutschen Autors liegt jetzt auf CD-ROM vor – eine kleine, feine Sensation, über die sich nicht nur Kenner freuen. In: „Die Presse“, „Spectrum“. 13. Juni 1998. S.VIII.
- Nicht auf dem Diwan. „Freud und das Kindweib“: Die Memoiren des Freud-Schülers und „Fackel“-Mitarbeiters Fritz Wittels könnten interessant sein. Die verstümmelte Fassung, die Edward Timms nun ediert hat, ist allerdings ein frivoler Etikettenschwindel. In: „Die Presse“, „Spectrum“. 8. Februar 1997. S.VII.
- Traum vom elektronischen Zettelkasten. Arno Schmidts Werk hat sich geradezu angeboten. Doch herausgekommen ist eine problematische, eine multimediokre CD-ROM. In: „Der Standard“, „Album“. 19. April 1996. S. 9.
- Hans Wollschlägers Arbeit an James Joyces „Ulysses“. In: „Wiener Zeitung“, „Lesezirkel“. „Übersetzer und Übersetzungen“. 28. Oktober 1987. S. 8f (auch „Lesezirkel. Literaturmagazin Sammelband 1987“. „Lesezirkel“. 4. Jahrgang. Nr. 27. „Übersetzer und Übersetzungen“. S. 8f.).